# Харлес, Готлиб Кристоф
Готлиб Кристоф Харлес (нем. Gottlieb Christoph Harleß; 21 июня 1738, Кульмбах — 2 ноября 1815, Эрланген) — немецкий филолог - классик, философ, историк литературы, гуманист.

## Биография
Родился в семье суконщика. Окончил епископский лицей в Регенсбурге, брал частные уроки у своего брата, который впоследствии стал проректором, после с 1757 года изучал богословие в Эрлангенском университете. Склонность к филологии убедила его переехать в Галле в 1759 году, чтобы преподавать в латинской приютской школе. В следующем году он переехал в Йену, сотрудничал с Христианом Адольфом Клоцем. Смтрел на классику с эстетической точки зрения и убедился в необходимости реформы школьного образования.
В 1761 году принял приглашение принять участие в филологическом семинаре в Гёттингене под руководством Иоганна Матиаса Геснера, который вскоре умер, но вернулся в Эрланген в 1763 году, чтобы пройти хабилитацию в 1764 году.
Благодаря своим сочинениям и приверженности латинскому языку и литературе, в 1765 году получил должность экстраординарного профессора на философском факультете . Однако через несколько месяцев перешёл в гимназию Casimirianum в Кобурге в качестве профессора восточных языков и красноречия. Проработал там четыре года, за это время написал множество трактатов.
В 1770 году по приглашению маркграфа Бранденбург-Ансбаха Карла Александра вернулся в Эрланген, где работал профессором поэтики и красноречия до самой смерти. С 1776 по 1805 год был главным библиотекарем университетской библиотеки Эрлангена.
В 1808 году был избран членом Баварской академии наук.
У него было 11 детей от трёх браков. Его сын Иоганн Христиан Харлес (1773—1853), медик, профессор патологии и терапии в Боннском университете, издавал вместе с Гуфеландом «Journal der ausländischen medizin. Litterat.». Часть его учёных трудов издана под заглавием «Opera minora academica» (1816).
Внуки теолог и политик Адольф Харлес (1806—1879) и Эмиль Харлес (1820—1862), физиолог, профессор Мюнхенского университета.

## Избранные труды
- «Introductio in historiam linguae graecae» (1792—1806);
- «Introductio in notitiam litteraturae romanae» (1794—1817);
- «Vitae philologorum» (1764—72).